# The New Pope
The Young Pope
The New Pope (litt. « le nouveau pape ») est une mini-série en co-production italienne, française et espagnole, composée de neuf épisodes, créée par Paolo Sorrentino. C'est une suite de la mini-série The Young Pope de 2016, initialement pensée comme une deuxième saison. Jude Law reprend son rôle du pape Pie XIII, et John Malkovich prend celui du pape Jean-Paul III. Elle est une co-production européenne entre The Apartment, Wildside, Haut et Court TV et Mediapro.
La diffusion a commencé le 10 janvier 2020 sur Sky Atlantic Italy, le 12 janvier sur Sky Atlantic UK et le 13 janvier sur HBO et Canal+.

## Synopsis
Le pape Pie XIII, toujours adoré des croyants, est dans le coma depuis neuf mois, dans l'attente d'une greffe cardiaque qui ne vient pas. Forcé par un contexte politique tendu, le secrétaire d'État Voiello se voit contraint de réunir le conclave et d'élire un nouveau pape, bien que le précédent soit encore en vie. Ne parvenant pas à se faire élire contre le cardinal Hernández, il décide de faire élire le cardinal Viglietti, un outsider qui, sous le nom de François II, prend vite la folie des grandeurs et veut faire du Vatican un symbole de l'ordre franciscain. Voiello et Hernández décident donc de se débarrasser de François II pour faire du cardinal John Brannox, un homme discret et insaisissable, le nouveau pape. Mais si Jean-Paul III est sacré, l'ombre de Pie XIII plane encore.

## Distribution

### Acteurs principaux
- Jude Law (VF : Alexis Victor) : Lenny Belardo, le pape Pie XIII[2]
- John Malkovich[4] (VF : Edgar Givry) : Sir John Brannox, le pape Jean-Paul III[5]
- Silvio Orlando (VF : Jean-Loup Horwitz) : le cardinal Angelo Voiello, camerlingue et cardinal secrétaire d'État[2] / le cardinal Hernández, papabile lors du conclave
- Cécile de France (VF : elle-même) : Sofia Dubois[2]
- Javier Cámara (VF : Xavier Béja) : le cardinal Bernardo Gutiérrez[2]
- Ludivine Sagnier (VF : elle-même) : Esther Aubry[2]
- Maurizio Lombardi (it) (VF : Fabien Jacquelin) : le cardinal Mario Assente[2]
- Antonio Petrocelli (it) (VF : Bernard Lanneau) : Monsignor Luigi Cavallo[2]
- Kika Georgiou (VF : Audrey Bonnet) : donna Divisa Rossa
- Marcello Romolo (VF : Gérard Darier) : le cardinal Tommaso Viglietti, le pape François II
- Mark Ivanir (VF : Serge Faliu) : l'ambassadeur Bauer[6]
- Henry Goodman (VF : Michel Derain) : Danny[2]
- Massimo Ghini (VF : François-Eric Gendron) : le cardinal Spalletta[2]

### Acteurs récurrents
- Ramón García (VF : Bruno Abraham-Kremer) : le cardinal Aguirre
- Tomas Arana (VF : Didier Long) : Tomas Altbruck
- J. David Hinze (VF : Eric Herson-Macarel) : Leopold Essence
- Sharon Stone (VF : Micky Sebastian)[2] : elle-même
- Marilyn Manson (VF : Thierry Hancisse)[7] : lui-même
- Ulrich Thomsen (VF : Christian Gonon) : le docteur Helmer Lindegard[2]
- Ioulia Sniguir (VF : Marina Hands) : Ewa Novak[2]
- Daniel Vivian (VF : Pierre Margot) : Domen[2]
- Kiruna Stamell (en) (VF : Sandrine Cohen) : l'abbesse
- Alessandro Riceci (VF : Damien Boisseau) : Fabiano
- Nora Waldstätten (VF : Déborah Grall) : la sœur Lisette
Version française
  - Société de doublage : TVS
  - Direction artistique : Hervé Rey
  - Adaptation des dialogues : Franck Hervé et Aurélia Mathis

 Source et légende : version française (VF) sur RS Doublage

## Production

### Casting
En mai 2019, Marilyn Manson annonce sur son compte Twitter qu'il participe à la série, sans révéler son rôle.

### Tournage
Le tournage a commencé en Italie fin 2018. Il a eu lieu dans la Basilique Saint-Pierre au Vatican en novembre 2018. Des scènes ont été tournées à Milan entre janvier et février 2019.
La production s'est également rendue à Venise en janvier et avril 2019,. L'équipe est ensuite retournée à Rome pour filmer la Place Saint-Pierre en mars 2019.

## Diffusion
La série a été diffusée en avant-première mondiale le 1er septembre 2019 lors de la Mostra de Venise 2019, les épisodes 2 à 7 étant projetés hors compétition.
Le premier épisode a été diffusé à la télévision le 10 janvier 2020 sur Sky Atlantic Italy, le 12 janvier sur Sky Atlantic et le 13 janvier sur HBO et Canal+,.

### Promotion
Un premier trailer est diffusé le 28 août 2019. Un deuxième trailer est sorti le 3 novembre 2019. La bande-annonce officielle est sortie le 10 décembre 2019.

## Épisodes
Tous les épisodes, sans titres, sont réalisés par Paolo Sorrentino et numérotés de un à neuf.

## Accueil critique
La série a été bien accueillie par les critiques. Sur le site d'agrégation Rotten Tomatoes, la série obtient un taux d'approbation de 75 % basé sur 20 critiques, avec une note moyenne de 7,5/10. Sur Metacritic, elle a une moyenne pondérée de 63 %, basé sur 12 critiques, signifiant un accueil généralement favorable.